# Kristopher Turner

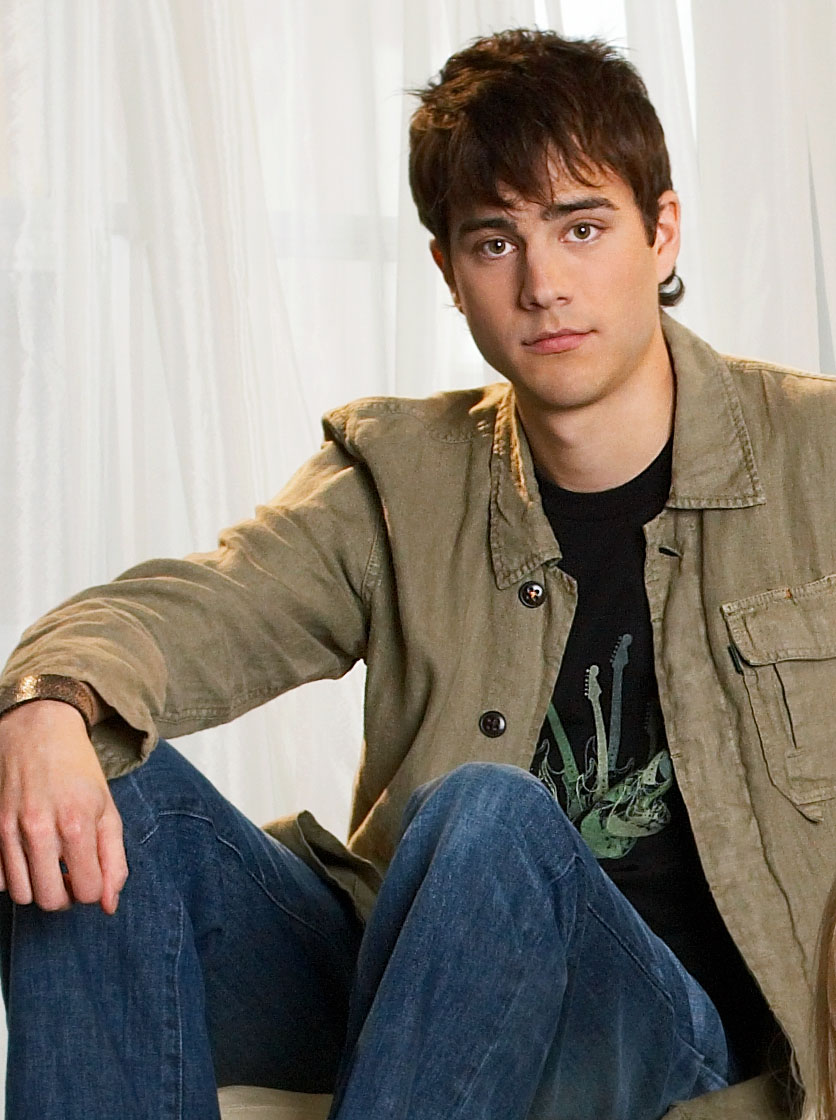
Kristopher Turner.

Kristopher Turner (nacido en Winnipeg, Manitoba, Canadá el 27 de septiembre de 1980) es un actor canadiense. Más conocido como Jamie Andrews en la serie Instant Star.

## Filmografía

### Televisión
- Saving hope
- the L.A. complex
- Instant Star
- Dark Oracle Los misterios del oráculo (2004)
- renegadepress.com
- 2030 CE
- Ruby and the well (2022-2024)

## Películas
- A Dad for Christmas (2006)
- An Old Fashioned Thanksgiving (2008)
- Without A Paddle 2 (2009)
- The Triumph of Dingus McGraw: Village Idiot (2010)
- In God's Country (2011)
- King of Siam
- Everybody's Doing It
- The Brotherhood III: Young Demons (2003)
- In Gabriel's Kitchen
- Wingman Inc. - 2015